# Podewitz

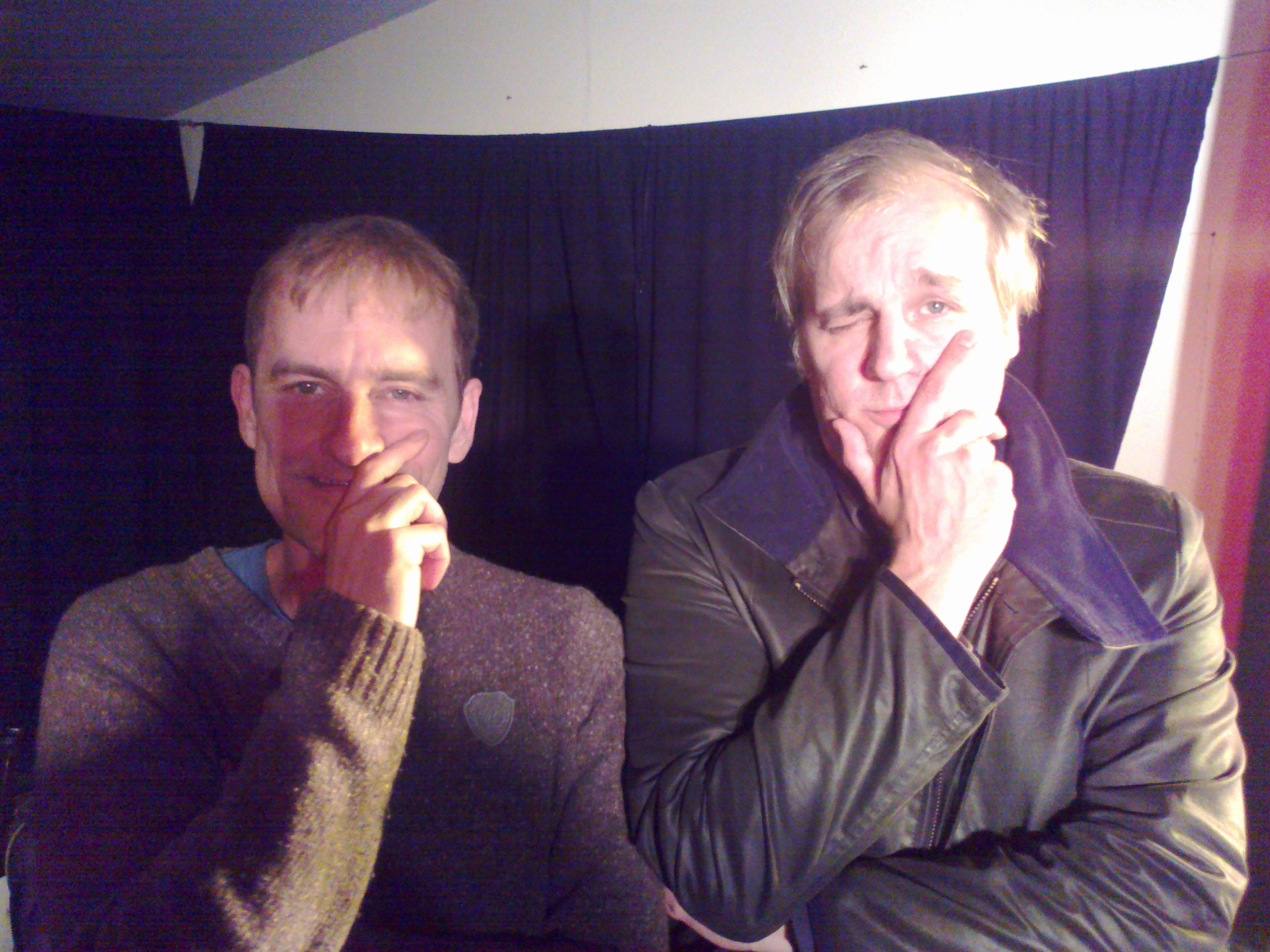
Willi und Peter Podewitz im September 2013 in Aukrug

Podewitz sind ein deutsches Künstlerduo, das eine Mischung aus Comedy, Sprachwitz und Situationskomik darbietet. Das Duo besteht seit 1993 aus den Brüdern Willi und Peter Podewitz.

## Leben
Willi Podewitz wurde 1963 in Bremerhaven geboren. Er studierte in Bremen Sprach-u. Literaturwissenschaft und Geschichte. Er war für die taz Bremen als freier Mitarbeiter tätig sowie als Redakteur und Moderator bei radio ffn in Hannover.
Peter Podewitz wurde 1968 in Bremerhaven geboren. Er studierte Musiktheater an der Universität Bayreuth sowie Theater-, Film- u. Fernsehwissenschaft an der Ruhr Uni Bochum. Außerdem ist er als Texter für Fernseh- und Radiosender tätig.

## Preise und Auszeichnungen
- 2000 Magdeburger Kugelblitz (3. Platz)
- 2000 Stuttgarter Besen in Gold (Südwestrundfunk/SWR)
- 2001 Deutscher Kabarettpreis (Förderpreis) Nürnberg
- 2002 Obernburger Mühlstein (Publikumspreis)
- 2003 Fette Engel über Chemnitz
- 2007 Ravensburger Kupferle, Oberschwäbischer Kleinkunstpreis (Ravensburg)
- 2008 MAD-Nauheim (Publikumspreis + 2ter Jurypreis)
- 2009 Ouerdenker 2009 (Schweiger Kleinkunstpreis)
- 2012 Melsunger Kabarettpreis (Publikumspreis + 2ter Jurypreis)[2]
- 2014 Reinheimer Satirelöwe (Publikumspreis)
- 2017 Rostocker Koggenzieher (Silber)
- 2018 Fränkischer Kabarettpreis
- 2020 Belziger Bachstelze (Preis des 6. Komischen Festivals „Belziger Bachstelze“)[3]